# David di Donatello 1979
La cerimonia di premiazione della 24ª edizione dei David di Donatello si è svolta il 20 ottobre 1979 al Teatro dell'Opera di Roma.

## Vincitori
Migliore film
- Cristo si è fermato a Eboli, regia di Francesco Rosi (ex aequo)
- Dimenticare Venezia, regia di Franco Brusati (ex aequo)
- L'albero degli zoccoli, regia di Ermanno Olmi (ex aequo)

Miglior regista
- Francesco Rosi - Cristo si è fermato a Eboli

Migliore attrice protagonista
- Monica Vitti  - Amori miei

Migliore attore protagonista
- Vittorio Gassman - Caro papà

Miglior regista straniero
- Miloš Forman - Hair (Hair)

Migliore sceneggiatura straniera
- Terrence Malick - I giorni del cielo (Days of Heaven)

Migliore attrice straniera
- Ingrid Bergman - Sinfonia d'autunno (Höstsonaten) (ex aequo)
- Liv Ullmann - Sinfonia d'autunno (Höstsonaten) (ex aequo)

Migliore attore straniero
- Richard Gere - I giorni del cielo (Days of Heaven) (ex aequo)
- Michel Serrault - Il vizietto (La cage aux folles) (ex aequo)

Miglior film straniero
- L'albero dei desideri (Natvris khe), regia di Tengiz Abuladze

Migliore colonna musicale straniera
- Galt MacDermot - Hair (Hair)

David Luchino Visconti
- Rainer Werner Fassbinder

David Europeo
- Franco Zeffirelli

David di Donatello alla carriera
- Amedeo Nazzari

David speciale
- Daniele Costantini, per la sua prima regia in Una settimana come un'altra
- Claudia Weill, per la sua prima regia in Girlfriends
- Stefano Madia, per la sua interpretazione in Caro papà
- Romy Schneider, per la sua interpretazione in Una donna semplice
- Amedeo Nazzari, alla carriera.